# Запис Јовановића орах (Сикирица)
Запис Јовановића орах (Сикирица) се налази на парцели чији је власник Јовановић Драгољуб.

## Локација
| Општина             | Параћин                                                          |
| Катастарска општина | Сикирица                                                         |
| Потес               | Рудине                                                           |
| Координате          | 43° 46′ 29″ С; 21° 23′ 47″ И / 43.774700000000003° С; 21.3965° И |
| Надморска висина    | 135m                                                             |

## Карактеристике
Дендрометријске вредности утврђене на терену и сателитским снимцима:
| Стабло                     | Орах |
| Висина стабла              | m    |
| Обим дебла                 | m    |
| Пречник крошње             | 12m  |
| Пречник дебла              | m    |
| Висина дебла до прве гране | m    |

## База записа
Запис је у оквиру Викимедија пројекта "Запис - Свето дрво" заведен под редним бројем 0702.